# Нойбиберг
Нойбиберг (нем. Neubiberg) — община в Германии, в земле Бавария.
Подчиняется административному округу Верхняя Бавария. Входит в состав района Мюнхен. Население составляет 13 998 человека (на 31 декабря 2009 года). Занимает площадь 5,77 км². 
В Нойбиберге расположен университет Федерального министерства обороны Германии (бундесвера).

## Экономика
В Нойбиберге расположена штаб-квартира крупного производителя электроники Infineon Technologies.

## Города-побратимы
- Россия — Черноголовка
- Франция — Аблон